# Свет и пространство
«Свет и пространство» (англ. Light and Space) — направление современного искусства, связанное с оп-артом, минимализмом и геометрической абстракцией, возникшее в Южной Калифорнии в 1960-х годах под влиянием Джона Маклафлина. Для направления было характерно сосредоточение внимания на восприятии света, объёма и масштаба, а также использование таких материалов, как стекло, неон, флуоресцентные лампы, смолы и акрил, часто образующих инсталляции, восприятие которых зависит от окружающих условий. Направляя поток естественного света, встраивая искусственный свет в объекты или архитектуру или играя со светом с использованием прозрачных, полупрозрачных или отражающих материалов, художники «Света и пространства» стремились создать у зрителей определённые переживания и эмоции. В работе использовались новейшие технологии машиностроительной и аэрокосмической промышленности Южной Калифорнии, а результатом были наполненных светом объекты. Джеймс Таррелл, популяризовавший направление в мировом масштабе, так формулировал его философию: сказав: «Мы едим свет, пьем его собственной кожей».

## Художники
Характер работ направления получил отражение в названии выставки в Калифорнийском университете в Лос-Анджелесе, которая представила новое движение в 1971 году: «Прозрачность, отражение, свет, пространство: четыре художника». На выставке были представлены работы Питера Александра, Ларри Белла, Роберта Ирвина и Крейга Кауфмана. Другими художниками направления являются Рон Купер, Мэри Корс, Фред Эверсли, Джон Маккракен, Брюс Науман, Мария Нордман, Эрик Орр, Хелен Пашгиан, Джеймс Таррелл, Деуэйн Валентайн, Дуг Уилер и Элин Циммерман. Направление оказало влияние на группу художников, занимавшихся абстрактной теорией цвета, в частности Фредерика Спратта, Фила Симса, Энн Эпплби и Дэвида Симпсона. Идеи направления можно найти в работах таких современных художников, как Каспер Бриндл, Олафур Элиассон, Бриджит Кованц, Энн Вероника Янссенс, Дженнифер Стейнкамп, Калуст Гуэдель, Филипп К. Смит III и Гизела Колон.

## Темы
Представители направления были в определённой степени разобщены и не имели единой эстетической концепции. Происхождение из Южной Калифорнии предопределило общую направленность работ, вдохновлённых традиционными ассоциациями с географическим положением: обилием солнца, песчаными пляжами, красивыми машинами и сёрфингом.
Ирвин и Таррелл разрабатывали феномен сенсорной депривации (который повлиял на развитие их аналогичных работ со светом) в рамках программы по искусству и технологиям, инициированной Музеем искусств округа Лос-Анджелес в 1967 году. RM 669 (1969) Уилера представляет собой изогнутые белые стены, ограниченные полом и потолком, которые как будто отступают с каждым шагом к квадрату света, расположенному на дальней стене, мешая зрителям сфокусировать взгляд на любой поверхности. В своей серии работ на тему алхимии Эрик Орр использовал естественный свет, кровь и огонь, чтобы вызвать экстремальные реакции сетчатки. Большие «белые на белом» стеклянные полотна Мэри Корс содержат стеклянные микрошарики, встроенные в акриловую краску, чтобы полученная поверхность резко менялась в зависимости от освещения. Хелен Пашгиан создала акриловые шары с неестественным сиянием, которые кажутся освещёнными изнутри. За последнее время внимание привлекла Гизела Колон, которая признана на ArtForum художником «Света и пространства» нового поколения за создание «акриловых сферических тел неправильной формы, прикреплённых к стене, <...> переливающихся цветами радуги благодаря игре естественного света».
Другой представитель направления, Джон Маккракен утверждает: «Меня всегда интересовала только форма, но чтобы создать форму, нужно сделать её из чего-то. Естественным материалом казался цвет, потому что цвет абстрактен. Если вы создаете форму, которая кажется составленной из цвета, то у вас появляется нечто, объект, который довольно абстрактен. Сама форма была бы более абстрактной, конечно, потому что это просто ментальная идея, но в ней нет ничего, что ваши чувства могли бы ухватить, пока форма не будет воплощена в материале. Однако если вы используете металл, или камень, или дерево, или что-то подобное, у вас будет нечто, в чём, на мой взгляд, слишком много материального, следовательно, это нечто будет трудно воспринимать как чисто ментальное. За всем этим стоит мысль, что все вещи по сути ментальны — даже материя, хотя и вполне реальная, с другой точки зрения состоит из энергии, которая, в свою очередь, является чистой мыслью».

## Выставки
Калифорнийское направление «Свет и пространство» было представлено на выставке Джермано Челанта, посвященной искусству, использующему окружающее пространство, на Венецианской биеннале 1976 года. Она получила название Ambiente/arte dal futurismo alla body art. Совместные выставки направления редко получались, так как Уилер отказывался участвовать в крупных музейных показах из-за его сомнения, что работы будут представлены именно так, как задуманы, а Нордман в принципе был против участия в групповых выставках «Света и пространства». В 2010 году в галерее Дэвида Цвирнера в Нью-Йорке была представлена ретроспектива работ направления под названием Primary Atmospheres — этот термин предложил искусствовед Дейв Хики для описания вклада художников Южной Калифорнии. В рамках серии выставок, финансируемых Фондом Пола Гетти в рамках инициативы 2011 Pacific Standard Time, Музей современного искусства в Сан-Диего провел самую крупную обзорную выставку перцептивного искусства под названием Phenomenal: California Light, Space, Surface, организованную тогдашним куратором музея Робином Кларком.